# Стерлибашево
Стерлиба́шево (баш. Стәрлебаш) — село, административный центр Стерлибашевского сельсовета и Стерлибашевского района Республики Башкортостан.

## Название
Через село протекает река Стерля, исток которой находится неподалёку. Отсюда название села, обозначающее в переводе с башкирского: исток Стерли.

## История
Село Стерлибашево основано в 1751 году торговыми татарами под руководством Тукая Курманаева, переселившимися сюда из Казанской губернии к основателям Стерлибашева – выходцам из Сеитовского посада (Татарская Каргала) Оренбургской губернии во главе с купцом Юсупом, которые арендовали эту землю у башкир на 60 лет. На купленных ими землях были основаны другие деревни торговых татар: Айдарали, Ибраево, Яшерганово, Тятер-Арсланово, Бакиево. На праве припущенников по договору 1809 г. в Стерлибашево жили мишари, вошедшие в состав населения 2-го мишарского кантона, который был расположен в Стерлитамакском уезде. По VIII ревизии в деревне жили 92 безземельных башкира 9-го башкирского кантона, находившегося на территории Оренбургского уезда, 409 татар и 24 мишаря. В 1859 г. там насчитывалось в 125 дворах 360 мужчин и 307 женщин. Все припущенники. Перепись 1920 г. показала две деревни Стерлибашево — 1-ю и 2-ю, где жили башкиры и татары в количестве 1181 мужчины и 1438 женщин. Насчитывался 491 двор. Деревня переросла в село после 1925 года.
Жители занимались земледелием, животноводством, торговлей, промыслами. 92 башкирами-стерлибашевцами из юрты № 41 9-го башкирского кантона в 1843 г. было засеяно 69 четвертей (552 пуда) озимого и 1 четверть (8 пудов) ярового хлеба. На душу приходилось по 6 пудов хлеба. 337 татар, временно причисленных в юрту № 23 7-го башкирского кантона, засеяли 520 пудов озимого и 3712 пудов ярового хлеба, то есть на душу — по 12,6 пуда.
Стерлибашево становится одним из центров подготовки кадров мусульманских священнослужителей, местное медресе стало функционировать с 1720 г.
VII ревизия 1816 г. показала содержателей Стерлибашевского медресе: 69-летнего Биктимера Тукаева и его сына 44-летнего муллу Нигматуллу Биктимерова, жившего с собственными детьми Харисом и Харрасом Нигматуллиными. Биктимер Тукаев жил с младшими сыновьями Сиразетдином, Хуснутдином, Сагытдином. 36-летний Хисматулла Биктимеров (его дети: Ибрагим, Абубакир, Гумер) служил юртовым старшиной в 7-м башкирском кантоне.
Историю деревни подробно описал в 19м веке МухамедШакир Тукаев. 

## Население
| 1809  | 1859  | 1920  | 1939  | 1959  | 1970  | 1979  | 1989  | 2002  |
| ----- | ----- | ----- | ----- | ----- | ----- | ----- | ----- | ----- |
| 525   | ↗667  | ↗2619 | ↗3782 | ↘2257 | ↗4229 | ↗5529 | ↘5513 | ↗5775 |
| 2009  | 2010  | 2021  |       |       |       |       |       |       |
| ↗6047 | ↘5930 | ↗6159 |       |       |       |       |       |       |

Национальный состав
Согласно переписи 2002 года, преобладающие национальности — татары (52 %), башкиры (40 %).
Согласно переписи 2020 года, преобладающие национальности — татары (67,1 %), башкиры (24,9 %), русские (5,5 %).

## Географическое положение
Расстояние до:
- (Уфы): 171 км,
- ближайшей ж/д станции (Стерлитамак): 69 км.

## Религия
Мечети
- Две мечети

Православные храмы
- Богородице-Табынский храм — храм в селе Стерлибашево, назван в честь Табынской иконы Божией Матери, относится к Башкортостанской митрополии РПЦ[8][9][неавторитетный источник][10].

## Радио
- 67,04 МГц — Радио России (Салават);
- 101,7 МГц — Спутник FM (Яшерганово);
- 101,9 МГц — Спутник FM (Стерлитамак);
- 103,3 МГц — М-Радио (Салават);
- 103,8 МГц — Радио Юлдаш (Салават);
- 104,8 МГц — Ретро FM (Стерлитамак);
- 105,4 МГц — Радио Юлдаш (Федоровка);
- 106,7 МГц — Радио Маяк (Стерлитамак);
- 107,3 МГц — Спутник FM (Федоровка).

## Известные жители и уроженцы
- Ахметов, Спартак Галеевич — депутат Государственной думы Федерального собрания Российской Федерации пятого созыва.
- Бекчурин, Мирсалих Мирсалимович (1819 — 7 марта 1903) — российский учёный-лингвист, переводчик, публицист, педагог, фольклорист[11][12].
- Габдулла Саиди (3 мая 1836 — 1 сентября 1914) — башкирский религиозный деятель, ишан, последователь суфизма, просветитель, писатель и поэт[13][14].
- Тукаев, Мухамедшакир Мухамедхарисович (1867—1932) — ахун, депутат Государственной Думы Российской империи II и III созывов от Уфимской губернии[15][16].
- Хисамов Руслан Наилевич (26 марта 1988) - почетный строитель, обладатель благодарственных писем и государственных наград за руководство на объектах федерального значения. Кандидат философских наук.
- Юлдашев Тимербулат Минегалеевич (1915-1989) Башкир, бессменный директор СШ №2.  Окончил Учительский институт в 1938 году факультет математики. Призван  в РКК в 1939 гооду,  войну встретил на Советско-Румынской пограничной заставе, вернулся домой в 1946 году, был назначен 2-м секретарем Стерлибашевского Райкома партии.  С 1950 года бессменный директор средней (русской)  школы №2, руководивший в течение 30 лет. Школа была достроена им же в 1950-1954 годах.  В 1968 году добился строительства новой типовой средней школы. Заслуженный учитель БАССР, делегат Всесоюзного съезда учителей от БАССР в Москве. Награжден Почетной грамотой Верховного Совета БАССР.  В 2015 году на стене средней школы №2 установлена мемориальная доска посвященная Юлдашеву Т.М. , первому директору этой школы.
- Юлдашев Марс Тимербулатович (1937 г.р.) Башкир, выдающийся детский хирург, доктор медицинских наук, профессор Башкирского Государственного медицинского Университета, залуженный деятель науки Башкирии и РФ, академик Академии Естественных наук.  Один из организаторов  I, II и III Всемирного Курултая башкир Член Курултая, председатель Комиссии по Здравоохранению.  Организатор создания и установки скульптуры легендарного башкирского старшины и пугачевского полковник Караная Муратова в аллее героев села Стерлибашева.
- Юлдашев Урал Тимербулатович ( 1948 г.р.) Башкир, врач анестезиолог-реаниматолог, кандидат медицинских наук, около 30 лет проработал в Казахстане, Алматы  НЦ АГиП, Автор интенсивной терапии акушерского ДВС синдрома, который был распространен по всему Казахстану, имеет 35 научных статей и 5 изобретений в области реаниматологии. Писатель, автор книг: "Башкиры. История Караная Муратова, пугачевского полковника, сборник рассказов "Веранда", роман "Тимербулат Имашев. Судьба таланта", "Моя профессия анестезиолог"
- Шамсетдин Заки (1825 — ноябрь 1865) — татарский и башкирский поэт, последователь суфизма. Писал на татарском, турецком (староосманском), арабском и персидском языках[17][18].
- Латыпова Зульфия Зиннатовна (1 января 1961) - режиссер-постановщик татарского народного театра, поэтесса, автор книг на татарском языке.